# Ревич, Елена Александровна
Елена Александровна Ревич (род. 23 марта 1973) — российский скрипач, музыкальный педагог Московской консерватории имени П. И. Чайковского. Заслуженная артистка Российской Федерации. Лауреат молодёжной премии «Триумф», лауреат премии американских критиков за музыкальный диск «Цветы зла» (2015). Дипломант XI Международного конкурса имени П. И. Чайковского.

## Биография
Елена Ревич родилась в Москве в 1973 году в семье музыкантов. С шестилетнего возраста она стала заниматься музыкой, игрой на скрипке. В восемь лет у неё состоялся первый сольный концерт.
В 1997 году успешно завершила обучение в Московской консерватории имени П. И. Чайковского, училась в классе профессора Ирины Бочковой.
В 1998 году на ХI Международном конкурсе имени П. И. Чайковского была удостоена диплома. После такого успеха она стала активно гастролировать с концертами и выступать на лучших площадках академической музыки. Её выступления увидели зрители Большого зала Московской Консерватории, Большого зала Санкт-Петербургской филармонии, «Бетховенхалле» в Бонне, Оперного театра в Дуйсбурге, Зала Верди в Милане, «Принц-Регент» театра в Мюнхене, Театра в Ниццы, Академии «Санта-Чечилия» в Риме, зала «Финляндия» в Хельсинки.
Елена Ревич активно работает и сотрудничает с: Государственным Академическим Симфоническим Оркестром России, Государственным симфоническим оркестром Грузии, оркестрами «Тапиола Симфони», «Нотерн Симфони», Вильнюсским симфоническим оркестром, оркестрами «Новая Россия» и «Русская Филармония». Скрипач проводила свои концерты под дирижёрским руководством: М. Горенштейна, Д. Кахидзе, А. Ведерникова, Д. Лисса и другими. Регулярно участвовала в фестивалях камерной музыки, в том числе на острове Эльбе и в Стрезе, в Кройте и в Роландсеке, в Кухмо и в Миккели и других, играла в ансамбле с выдающимися музыкантами, в числе которых Гидон Кремер, Юрий Башмет, Виктор Третьяков, Наталия Гутман, Александр Князев, Мишель Порталь, Марио Брунелло, Полина Осетинская, Борис Андрианов, Дмитрий Илларионов, Николай Сивчук. 
Елена Ревич являлется первой исполнительницей многих музыкальных произведений современных композиторов. В 2000 году приняла участие в российской премьере Секстета К. Пендерецкого, а в 2002 году вместе с Юрием Башметом в Москве исполнила впервые Двойной концерт Б. Бриттена, в 2020 году на закрытии VII Международного фестиваля актуальной музыки «Другое пространство» представила публике мировую премьеру «Нежный ветер Элизиума» Ольги Раевой.
Ревич удостоена звания «Заслуженная артистка Российской Федерации», является лауреатом молодёжной премии «Триумф». Она является автором идеи и одновременно руководителем фестиваля «Музыка на воде». В 2015 году за музыкальный диск «Цветы зла» с музыкой Владимира Генина стала лауреатом премии американских музыкальных критиков.
Замужем, воспитывает дочь.

## Награды и звания
- Заслуженная артистка Российской Федерации.
- Дипломант ХI Международного конкурса имени П. И. Чайковского (1998).
- Лауреат Молодёжной премии «Триумф».
- Лауреат премии американских критиков (2015).